# Contee dello Stato di Washington

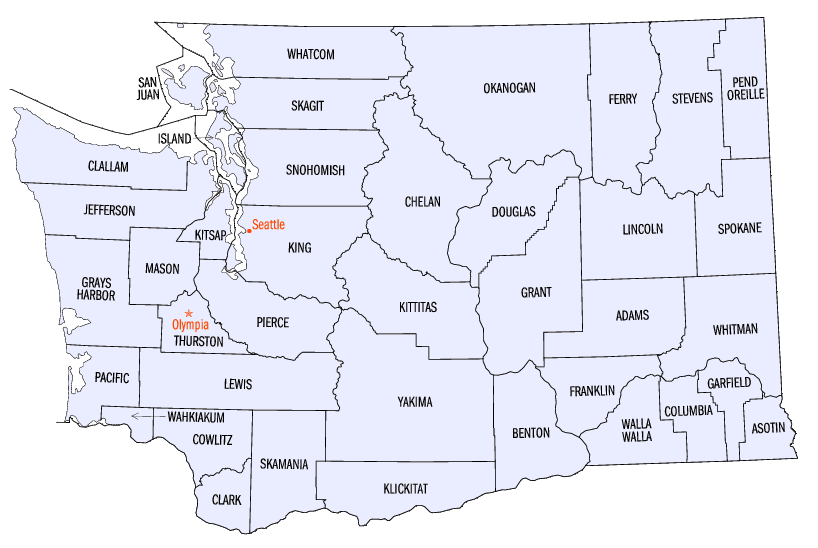
Contee dello stato di Washington

Lista delle 39 contee dello Stato di Washington, negli Stati Uniti d'America:
| - Adams - Asotin - Benton - Chelan - Clallam - Clark - Columbia - Cowlitz - Douglas - Ferry - Franklin - Garfield - Grant | - Grays Harbor - Island - Jefferson - King - Kitsap - Kittitas - Klickitat - Lewis - Lincoln - Mason - Okanogan - Pacific - Pend Oreille | - Pierce - San Juan - Skagit - Skamania - Snohomish - Spokane - Stevens - Thurston - Wahkiakum - Walla Walla - Whatcom - Whitman - Yakima |